# Woodmen of the World Building (Omaha)
El antiguo Woodmen of the World Building en la ciudad de Omaha, en el estado de Nebraska (Estados Unidos), estaba ubicado en 1323 Farnam Street. Construido en 1912 por los estudios de arquitectura de Holibard and Roche y Fisher and Lawrie, el edificio fue la sede de Woodmen of the World (WOW) desde 1912 hasta 1934. WOW se mudó en 1934 al Bee Newspaper Building en 17th y Farnam, también conocido como Insurance Building.

## Historia
El primer edificio WOW en Omaha fue el edificio Sheely de 1885, ocupado por WOW en 1890 poco después de que se organizara Woodmen of the World. Luego, la compañía compró el edificio Sheely en 1900 por 60 000 dólares y aplicó su propio nombre a la sede, pero el edificio era demasiado pequeño para un negocio en rápido crecimiento.
El nuevo edificio WOW tendría 19 pisos, el edificio más alto entre Chicago y la costa oeste, en el momento de su inauguración en 1912. Fue el edificio más alto del centro de Omaha desde 1912 hasta 1919.
El rascacielos de estilos Beaux Arts e historicista presentaba decoraciones exteriores de granito rosa y terracota . Incluía una puerta giratoria accionada por motor que se abría a un vestíbulo con un techo de 30 pies de altura. Seis ascensores llevaron a los inquilinos a los pisos superiores. El edificio fue demolido en 1977.
WOW construyó su actual Woodmen Tower de 30 pisos en 1969. Fue el edificio más alto de Omaha hasta la finalización de la First National Bank Tower de 45 pisos en 2002.

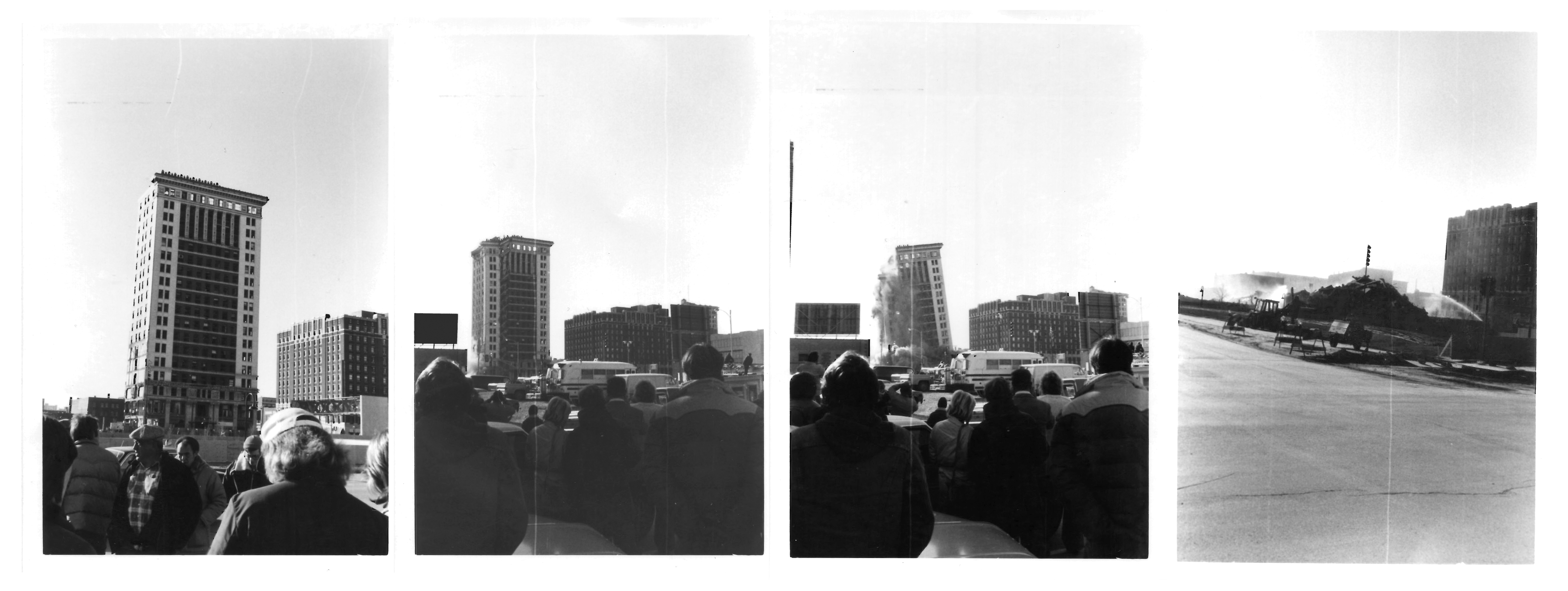
Demolición del Edificio Woodmen of the World. Calles 14 y Farnam. Omaha, Nebraska. 1977